# Ancylotrypa brevipes
Ancylotrypa brevipes là một loài nhện trong họ Cyrtaucheniidae, được Karsch miêu tả khoa học lần đầu tiên năm 1879. Loài này phân bố ở khu vực Tây Phi.